# Swietłana Kaczuk
Swietłana Kaczuk-Frołowa (ros. Светлана Качук-Фролова; ur. 9 maja 1956 w Tambowie) – rosyjska łyżwiarka szybka reprezentująca ZSRR.

## Kariera
Największy sukces w karierze Swietłana Kaczuk osiągnęła w 1983 roku, kiedy zajęła piąte miejsce podczas wielobojowych mistrzostw świata w Karl-Marx-Stadt. W poszczególnych biegach była tam czwarta na 500 m, szósta na 3000 m, siódma na 1500 m oraz ponownie szósta na dystansie 5000 m. Na rozgrywanych dwa lata wcześniej mistrzostwach świata w Sainte-Foy była ósma w wieloboju, przy czym w biegu na 500 m zajęła trzecie miejsce. W tej samej konkurencji była też między innymi szósta na rozgrywanych w 1983 roku mistrzostwach Europy w Heerenveen. Jej najlepszym wynikiem było tam piąte miejsce w biegu na 1500 m. Dwukrotnie startowała w zawodach Pucharu Świata, ale nie stanęła na podium. W klasyfikacjach końcowych zajmowała odległe pozycje. Nigdy nie wystartowała na igrzyskach olimpijskich. W 1988 roku zakończyła karierę.